# 武家相撲
武家相撲（ぶけすもう）とは、相撲の形態の一つ。

## 概要
古代日本においては、国防のための兵士の徴用として健児の制を延暦11年（792年）に採用、これの選抜や宮中警護への抜擢を兼ねて、宮中行事の一つであった相撲節会を重要視した。相撲節会は年が下るにしたがって華やかさを増したが、やがて健児の選抜という当初の目的は忘れ去られ、承安4年（1174年）を最後に廃絶された。
一方、地方にあって封建制を成立させていた武士の間にあっては、日頃の鍛錬という本来の目的の下、相撲が日常的に行われていた。相撲の動作は、鎧を身にまとっての取っ組み合いとなる近接戦闘の訓練として役に立ったのである。また、陣中にあって暇つぶしとして、相撲をとって競い合うこともあった。時には相撲節会の常連である本業の相撲人たちととったり、神事相撲に参加したものもいたという。
鎌倉時代の有力武士では、畠山重忠、河津祐泰、俣野景久らがいた。源頼朝も相撲を好んで家臣に相撲をとらせ、鶴岡八幡宮祭礼でも流鏑馬、古式競馬と並んで相撲が必ず披露された。その形式も本場の節会を参考にするところが多いにあった。以降鎌倉幕府期全般を通じて、相撲が盛んに行われた。
室町時代においては、吾妻鏡のような詳細な記録を欠いており、鎌倉時代ほど将軍主導の大々的な相撲披露は確認されていない。京都に本拠を置いた足利政権の文化活動は、北山文化や東山文化のような美術的な方面を重視していた。一方、地方の大名にあっては相撲を盛んに行い、相撲取りを召し抱える家もあった。天下再統一の先鞭をつけた織田信長も相撲を好み、『信長公記』にも盛んに相撲の上覧を行った記録がある。それを継いで天下人となった豊臣秀吉も、聚楽第において上覧相撲をおこなった。
徳川家康によって天下泰平が訪れると、武家相撲の意味合いはなくなった。かわって一般民衆相手に相撲を披露する勧進相撲が主流となり、中でも江戸の勧進相撲は徳川将軍が上覧することで箔がつき、これが隆盛して後に日本相撲協会へと至る。